# Protestantse Gemeente Amersfoort
De Protestantse Gemeente Amersfoort bestaat uit tien wijkgemeenten en elf kerkgebouwen en is een deel van de Protestantse Kerk in Nederland. Er bestond al lange tijd samenwerking tussen verschillende hervormde en gereformeerde wijkgemeenten en vanaf het ontstaan van de PKN in 2004 is gewerkt aan fusie. Uiteindelijk was de PGA op 1 januari 2010 een feit.
De volgende wijkgemeenten maken deel uit van de Protestantse Gemeente Amersfoort:
- Adventkerk, De Kruiskamp
- Bergkerk, Bergkwartier
- De Bron, Liendert
- De Brug, Schuilenburg
- Emmaüskerk, Soesterkwartier
- Fonteinkerk, Leusderkwartier
- De Hoeksteen, Schothorst
- Johanneskerk, Centrum, oecumenische samenwerking van de Vrijzinnige Protestanten met Doopsgezinden en Remonstranten.
- Nieuwe Kerk, Leusderkwartier
- Sint-Joriskerk, Centrum

Verder maken deel uit van de PGA:
- Centrumviering, maandelijkse oecumenische viering in de Johanneskerk (tot 2015)
- Lutherse kerk, Centrum, pioniersplek de Amersfoortse Zwaan

## Hoogland / Amersfoort-Noord
De PKN-kerken in Hoogland en het noorden van Amersfoort behoren niet tot de PGA, maar zijn actief binnen het samenwerkingsverband Protestantse gemeente Hoogland / Amersfoort Noord. Dit zijn:
- Brandpunt, Kattenbroek, oecumenische gemeenschap i.s.m. de Parochie Onze Lieve Vrouw van Amersfoort
- Herberg, Nieuwland
- Inham, Hoogland
- Veenkerk, Vathorst